# Aleksandr Sergeevič Menšikov
Aleksandr Sergeevič Menšikov, in russo Александр Сергеевич Меншиков? (26 agosto 1787 – San Pietroburgo, 2 maggio 1869), è stato un ammiraglio, generale e diplomatico russo, appartenente all'alta nobiltà. Fu nominato generale nel 1817 ed ammiraglio nel 1833.

## Biografia
Era il figlio di Sergej Aleksandrovič Menšikov, e di sua moglie, Ekaterina Nikolaevna Golycina. Secondo i pettegolezzi, il padre biologico fosse il conte Armfeldt. Studiò a casa e a Dresda. 

## Carriera
Nel 1805 entrò come cadetto presso il Collegio degli Affari Esteri. L'anno successivo venne nominato Lord of the Bedchamber. In un primo momento, era in missione a Berlino, e poi, nel 1807, a Londra. Nel 1809 divenne diplomatico presso l'ambasciata russa di Vienna. 

### Guerra russo-turca
Il 15 luglio 1809 iniziò il suo servizio militare come sottotenente nel battaglione d'artiglieria.
Partecipò alla guerra russo-turca, come aiutante generale di Nikolaj Michajlovič Kamenskij, comandante dell'esercito moldavo. Il 20 maggio 1810 prese parte alla battaglia di Charez e alla conquista delle fortificazioni Turtukaj, durante l'assedio di Silistra. 
Nel 1811 divenne aiutante di campo di Alessandro I, entrando nella cerchia dell'imperatore.

### Guerra del 1812 e viaggi all'estero
Durante la guerra del 1812, partecipò alla Battaglia di Borodino, grazie alla quale venne promosso al grado di capitano. Alla fine del 1812 venne trasferito nel Reggimento Preobraženskij con il grado di tenente. Tra il 1813 e il 1814 partecipò alle guerra della sesta coalizione.
Il 16 gennaio 1814 venne promosso al grado di capitano del Reggimento Preobraženskij. Si distinse nelle battaglie di Kulm, Lipsia. Il 20 settembre 1813 venne promosso a colonnello. Nel marzo 1814 alla conquista di Parigi, fu ferito nuovamente a una gamba.
Nel 1816 venne promosso al grado di maggiore generale e fu nominato aiutante di campo di Pëtr Petrovič Volkonskij.
Nel 1817, Menšikov venne nominato generale dello Stato maggiore. Nel 1823, venne trasferito al Ministero degli affari esteri e nel 1824 lasciò la vita militare. 

### Guerra di Crimea

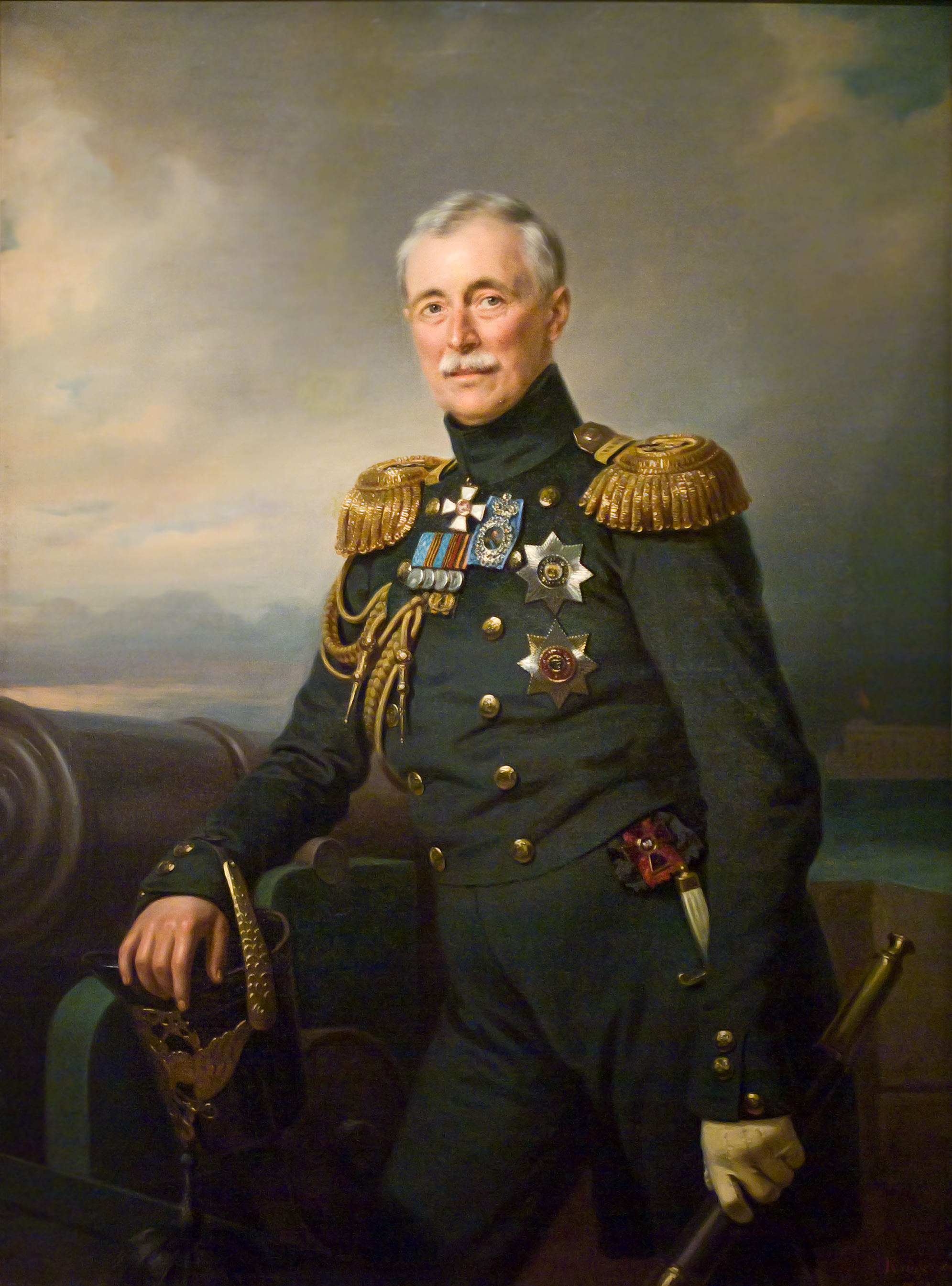
Ritratto del principe Menšikov, di Franz Krüger, 1851.

Nel gennaio 1826 salì al trono Nicola I. Egli rientrò al servizio pubblico e fu mandato da Nicola I in una missione di emergenza in Persia. Nel 1827 venne arrestato e imprigionato. 
Nella campagna turca nel 1828, al comando di una squadra di sbarco inviato alle coste orientali del Mar Nero, conquistò la fortezza di Anapa, dopo di che fu nominato comandante delle truppe russe. Durante l'assedio della fortezza fu ferito ad entrambe le gambe e fu costretto a lasciare l'esercito.
Nel 1829 divenne ministro della Marina e nel 1830 divenne Governatore della Finlandia e divenne membro del Consiglio di Stato. Nel 1833 venne promosso al grado di ammiraglio.
Nel 1853 venne inviato in missione a Costantinopoli, e quando scoppiò la Guerra di Crimea, venne nominato comandante in capo delle armate russe di terra e di mare. Fu il comandante supremo russo alla battaglia di Alma ed a quella di Inkerman, dove rivelò la sua incompetenza e mancanza di talento militare. Il 15 febbraio 1855, lo zar gli ritirò il comando affidandolo al principe Gorčakov. Dal dicembre 1855 ad aprile 1856, fu governatore di Kronštadt prima di ritirarsi a vita privata.
Massone, fu iniziato nella loggia "Zum Goldenen Apfel" ( o "Pellicano", lui stesso non se lo ricordava, poiché non frequentò più le logge). Nel 1822, dopo la chiusura delle logge, sottoscrisse all'obbligo di non più far parte della Massoneria.  

## Matrimonio
Sposò la contessa Anna Aleksandrovna Protasova (1790-1849), nipote della cameriera della zarina, Anna Stepanovna Protasova. Secondo le memorie di Konstantin Ivanovich Fischer quando suo padre informò il giovane Menshikov di aver trovato una sposa adatta per lui e gli chiese di venire a incontrarla, lui scrisse in risposta: "Non ho niente da guardare; sposerei anche una capra se avesse le corna d'oro e potesse dare alla luce un Menshikov". Effettivamente la contessa Protasova, proprietaria di 7000 schiavi e di molti diamanti, era una donna grassa, brutta, di mente limitata e senza alcuna istruzione adeguata al rango. Le sue conversazioni si limitavano a discussioni con monaci e pellegrini e alle sue attività ordinarie come la visita di chiese e monasteri. Menshikov rimase inorridito alla vista della sua sposa, ma non solo la sposò ma agli amici che gli chiedevano spiegazioni di questa scelta, rispondeva che per lui era solo un mezzo per avere un erede e che al momento giusto l'avrebbe estromessa dalla sua vita. Il matrimonio, con queste premesse, non fu felice. La principessa, per conto suo, tormentava continuamente il marito con un'ingiustificata gelosia che feriva il suo orgoglio, al punto che fu Menshikov stesso a chiedere che i due vivessero separati nel loro palazzo. La coppia ebbe insieme due figli:
- Vladimir Aleksandrovič (1816-1893), generale di cavalleria;
- Aleksandra Aleksandrovna (1817-1884), sposò Ivan Jur'evič Vadkovskij.